# القمة (قارة)

تعديل مصدري - تعديل

القمة هي إحدى قرى عزلة قارة بمديرية قارة التابعة لمحافظة حجة، بلغ تعداد سكانها 1085 نسمة حسب تعداد اليمن لعام 2004.